# Caudal Hills
Caudal Hills är en kulle i Antarktis. Den ligger i Östantarktis. Nya Zeeland gör anspråk på området. Toppen på Caudal Hills är 2 282 meter över havet.
Terrängen runt Caudal Hills är kuperad åt nordväst, men åt sydost är den platt. Trakten är obefolkad. Det finns inga samhällen i närheten.